# Буловица
Буловицы — деревня в Починковском районе Смоленской области России. Входит в состав Переснянского сельского поселения. Население — 3 жителя (2007 год). В 2009 году в Буловицах никто фактически не проживал. Какие либо постройки отсутствуют.
Расположена в центральной части области в 7 км к северу от Починка, в 10 км восточнее автодороги А141 Орёл — Витебск. В 5 км юго-западнее деревни расположена железнодорожная станция Грудинино на линии Смоленск — Рославль.

## История
Сельцо Буловицы входило в состав родовой вотчины Верховских — древнего дворянского рода Смоленской губернии. Вместе с селом Лобково оно досталось по наследству отцу старца Зосимы — Василию (Богдану) Даниловичу Верховскому, младшему из братьев. Усадьба здесь была небольшая: дом был «деревянный на каменном фундаменте в один этаж». В нём двенадцать комнат, балкон, печи кафельные, два камина. Три каменных флигеля, кладовые, амбары, сараи и избы для дворовых, конюшня, кузница. Вся усадьба стояла на западном берегу пруда, но в середине XIX века была перенесена на северный берег. В 1920-е годы усадьба была разорена:19-20.
С 1787 года селом владела семья дочери В. Д. Верховского — Пелагеи, вышедшей замуж за Семёна Ивановича Повало-Швейковского. Здесь родился их первенец Иван, в будущем — блестящий военный и декабрист.
Деревня в годы Великой Отечественной войны была оккупирована гитлеровскими войсками в июле 1941 года, освобождена в сентябре 1943 года.

## Известные персоны
- Повало-Швейковский, Иван Семёнович (1787—1845) — декабрист, полковник.
- Зосима (Верховский) (1768—1833) — духовный писатель, основатель женских монастырей (Туринский Николаевский монастырь и Троице-Одигитриевская пустынь). В 2004 году канонизирован Русской православной церковью в лике преподобных. Родился в Буловице и жил в ней до 1784 года.[3]
- Мозжаров, Иван Иванович (1915—1958) — Герой Советского Союза, родился, жил, работал и был похоронен в Буловице.

## Фотогалерея
- Вид на озеро и сад
- Вид на деревню Буловицу.
- Памятный знак в честь И.С. Повало-Швейковского
- Вид на заброшенную деревню
- Поклонный крест в честь Преподобного Зосимы (Верховского)
- Памятная табличка в честь Преподобного Зосимы (Верховского)